# Jean-Philippe Eldin
Jean-Philippe Eldin (...) è un ex giocatore di football americano e allenatore di football americano francese che ha giocato come offensive lineman.

## Palmarès
- 1 World Games (2017)